# Chalepoxenus brunneus
Chalepoxenus brunneus är en myrart som beskrevs av Henri Cagniant 1985. Chalepoxenus brunneus ingår i släktet Chalepoxenus och familjen myror. IUCN kategoriserar arten globalt som sårbar. Inga underarter finns listade i Catalogue of Life.

## Bildgalleri